# 21733 Schlottmann
21733 Schlottmann è un asteroide della fascia principale. Scoperto nel 1999, presenta un'orbita caratterizzata da un semiasse maggiore pari a 2,3015656 UA e da un'eccentricità di 0,1167502, inclinata di 3,43651° rispetto all'eclittica.